# Berehove, Novohrad-Volînskîi
Berehove (în ucraineană Берегове) este un sat în comuna Mala Țvilea din raionul Novohrad-Volînskîi, regiunea Jîtomîr, Ucraina.

## Demografie
Componența lingvistică a localității Berehove
     Ucraineană (97,54%)
     Rusă (1,64%)
Conform recensământului din 2001, majoritatea populației localității Berehove era vorbitoare de ucraineană (97,54%), existând în minoritate și vorbitori de rusă (1,64%).